# Суперкубок УЄФА 2022
Суперкубок УЄФА 2022 року став 47-м розіграшем Суперкубка УЄФА, щорічного футбольного матчу, організованого УЄФА і виборюваного чинними чемпіонами двох найкращих європейських клубних турнірів, Ліги чемпіонів УЄФА і Ліги Європи УЄФА. У матчі взяли участь переможці Ліги чемпіонів УЄФА 2021-2022 і Ліги Європи УЄФА 2021-2022. Він був зіграний 10 серпня 2022 року на Олімпійському стадіоні в Гельсінкі (Фінляндія) .

## Місце проведення
Олімпійський стадіон у Гельсінкі був обраний остаточним місцем проведення Виконавчим комітетом УЄФА під час засідання в Амстердамі (Нідерланди) 2 березня 2020 р. Албанська футбольна асоціація також подала заявку на проведення матчу в Тирані, але зняла кандидатуру перед голосуванням.
Матч став першим фіналом клубних турнірів УЄФА, який відбувся у Фінляндії. Раніше стадіон був місцем проведення жіночого Євро-2009, під час якого на ньому було зіграно чотири матчі групового етапу та фінал.

## Клуби
| Клуб        | Кваліфікація                           | Попередні участі                             |
| ----------- | -------------------------------------- | -------------------------------------------- |
| Реал Мадрид | переможець Ліги чемпіонів УЄФА 2021/22 | 7 (1998, 2000, 2002, 2014, 2016, 2017, 2018) |
| Айнтрахт    | переможець Ліги Європи УЄФА 2021/22    | Дебют                                        |

## Матч

### Деталі
Переможець Ліги чемпіонів був призначений «домашньою» командою.
| 10 серпня 2022 22:00 CEST |

| Реал Мадрид           | 2:0      | Айнтрахт |
| --------------------- | -------- | -------- |
| Алаба 37' Бензема 65' | Протокол |          |

| Олімпійський стадіон, Гельсінкі Глядачів: 31 042 Арбітр: Майкл Олівер |

| Реал Мадрид | Айнтрахт |

| ВР              | 1  | Тібо Куртуа        |  |     |
| ЗХ              | 2  | Данієль Карвахаль  |  | 85' |
| ЗХ              | 3  | Едер Мілітан       |  |     |
| ЗХ              | 4  | Давід Алаба        |  |     |
| ЗХ              | 23 | Ферлан Манді       |  |     |
| ЦП              | 10 | Лука Модрич        |  | 67' |
| ЦП              | 14 | Каземіро           |  |     |
| ЦП              | 8  | Тоні Кроос         |  | 85' |
| НП              | 15 | Федеріко Вальверде |  | 76' |
| НП              | 9  | Карім Бензема      |  |     |
| НП              | 20 | Вінісіус Жуніор    |  | 85' |
| Запасні:        |    |                    |  |     |
| ВР              | 13 | Андрій Лунін       |  |     |
| ЗХ              | 5  | Хесус Вальєхо      |  |     |
| ЗХ              | 6  | Начо               |  |     |
| ЗХ              | 22 | Антоніо Рюдігер    |  | 85' |
| ПЗ              | 17 | Лукас Васкес       |  |     |
| ПЗ              | 18 | Орельєн Чуамені    |  | 85' |
| ПЗ              | 19 | Дані Себальйос     |  | 85' |
| ПЗ              | 25 | Едуарду Камавінга  |  | 76' |
| НП              | 7  | Еден Азар          |  |     |
| НП              | 11 | Марко Асенсіо      |  |     |
| НП              | 21 | Родріго            |  | 67' |
| НП              | 24 | Маріано Діас       |  |     |
| Тренер:         |    |                    |  |     |
| Карло Анчелотті |    |                    |  |     |

| ВР             | 1  | Кевін Трапп          |       |     |
| ЗХ             | 18 | Альмамі Туре         |       | 70' |
| ЗХ             | 35 | Тута                 |       |     |
| ЗХ             | 2  | Еван Н'Діка          |       |     |
| ПЗ             | 8  | Джибріль Соу         |       |     |
| ПЗ             | 17 | Себастьян Роде ()    |       | 58' |
| ПЗ             | 36 | Ансгар Кнауфф        |       |     |
| ПЗ             | 25 | Крістофер Ленц       |       |     |
| ПЗ             | 15 | Дайті Камада         |       |     |
| ПЗ             | 29 | Єспер Ліндстрем      |       | 58' |
| НП             | 19 | Рафаель Сантос Борре |       |     |
| Запасні:       |    |                      |       |     |
| ВР             | 31 | Єнс Граль            |       |     |
| ВР             | 40 | Діант Рамай          |       |     |
| ЗХ             | 5  | Хрвоє Смолчич        |       |     |
| ЗХ             | 22 | Тімоті Чендлер       |       |     |
| ПЗ             | 6  | Кристиян Якич        |       |     |
| ПЗ             | 20 | Хасебе Макото        |       |     |
| ПЗ             | 27 | Маріо Гетце          |       | 58' |
| НП             | 9  | Рандаль Коло Муані   |       | 58' |
| НП             | 11 | Фаріде Аліду         |       |     |
| НП             | 21 | Лукас Аларіо         | 90+2' | 70' |
| НП             | 23 | Єнс Петтер Гауге     |       |     |
| Тренер:        |    |                      |       |     |
| Олівер Гласнер |    |                      |       |     |

| Гравець матчу: Каземіро Суддівська бригада: - Помічники судді: Стюарт Бурт Саймон Беннетт - Четвертий суддя: Донатас Румшас - Відеоасистент арбітра: Томаш Квятковський - Відеоасистенти: Бартош Франковський Тьягу Мартінш | Регламент матчу: - 90 хвилин основного часу. - 30 хвилин овертайм у разі необхідності. - Післяматчеві пенальті у разі необхідності. - Сім запасних з кожної сторони. - Максимальна кількість замін — по три з кожної сторони, а також по одній додатковій у випадку проведення овертаймів. |